# استیون سیگال: مرد قانون
استیون سیگال: مرد قانون (به انگلیسی: Steven Seagal: Lawman) یک سریال تلویزیونی واقع نما آمریکایی که در دو فصل اول شبکه ای آندئی پخش شد. بازیگر و هنرمند رزمی، استیون سیگال وظیفه خود را به عنوان معاون جاسوسی در پریش جفرسون، لوئیزیانا (فصل ۱–۲) و شهرستان مریکوپا، آریزونا (فصل ۳) انجام می‌دهد. این برنامه برای اواین بار در تاریخ ۲ دسامبر ۲۰۰۹ عرضه شد.

## انتشار دی وی دی
- فصل ۱ (۲۰۱۰، استرالیا، ۲ دیسک)

1. "دست کشنده"
2. "قاتل قاتل"
3. "برای مردن خیلی جوان است"
4. "اسلحه خشم"
5. "دانشجو استاد می شود"
6. "برای زندگی یا مردن"
7. "جنگ کرک"
8. "یک محوطه تحت محاصره"
9. "عدالت خیابان"
10. "نیرو"
11. "داوری بی رحمانه

- فصل ۲ (۲۰۱۱، استرالیا، ۲ دیسک) [۲]

1. "آتش سوزی"
2. "هدف عالی"
3. "معصومین"
4. "تحت تاثیر"
5. "آنها شبانه رانندگی می کنند"
6. "پناهگاه جیمی"
7. "استاد تیغه"